# Paul Vaes
Paul Vaes (Venlo, 3 augustus 1964) is een Nederlands musicalacteur.

## Biografie
Vaes volgde een opleiding tot verpleegkundige, maar op zijn 16e ging hij naar de Verenigde Staten, waar hij een zang-, dans- en acteeropleiding volgde aan de Benjamin Franklin High School en in diverse musicals speelde. Ook zong hij mee in het All State Choir en maakte er een plaatopname.
Terug in Nederland volgde hij de opleiding tot verpleegkundige, maar bleef actief in diverse amateurgezelschappen en verzorgde vele gastoptredens. In 1991 werd Vaes aangenomen door Joop van den Ende voor de Nederlandse musical Cyrano de Bergerac met o.a. Bill van Dijk en Danny de Munk. In België speelde hij bij het Ballet van Vlaanderen mee in Man van La Mancha, Jesus Christ Superstar en Chess.
Terug in Nederland ging Vaes weer werken voor Joop van den Ende. Naast Vera Mann en Paul van Vliet speelde hij de rol van Freddy in My Fair Lady. In Miss Saigon in het Circustheater in Scheveningen zat hij eerst in het ensemble maar werd al snel gevraagd om alternate te worden van de hoofdrol Chris. Deze rol speelde hij in totaal 225 keer. Ook was hij te zien in reclamefilmpjes, onder andere voor de Belastingdienst. In deze periode speelde hij ook nog enkele maanden in het MusicalCafé in ShowBizCity.
In 2000 was Vaes te zien in twee producties tegelijk, namelijk als keizer Franz-Jozeph in de musical Elisabeth in Scheveningen en als Amos Hart in de musical Chicago in Utrecht. Ook verzorgde hij samen met Joke de Kruyff en Ryan van den Akker een aantal musicalconcerten voor Melodie Musical Produkties.
Vaes speelde een aantal maanden mee in de tv-soapserie Onderweg naar Morgen als de advocaat André Paymans. Na zijn rol van pastoor in de Nederlandse musical Rex, vertrok hij weer naar Antwerpen om Graaf Capuletti te spelen in het muziekspektakel Romeo en Julia van producent Music Hall.
In het voorjaar van 2002 nam hij de productie op zich van de musical Aspects of Love van Andrew Lloyd Webber. Tevens speelde hij hierin een van de hoofdrollen naast Ryan van den Akker en Maaike Widdershoven.
Vanaf december 2004 speelde Vaes ook in de Nederlandse tour van Romeo en Julia de rol van Graag Capuletti. Hiervoor ontving hij een nominatie voor de John Kraaijkamp Musical Award voor de beste mannelijke bijrol in een grote musical. 
In november 2005 werd hij gevraagd om deze rol ook in de Weense versie te gaan spelen. Daar speelde hij van november 2004 tot en met maart 2006 de rol van Graaf Capuletti. Tussendoor heeft Vaes als productieleider de organisatie op zich genomen van de musical Alleen op de Wereld van Frank Affolter Productions en bij Theater de Regentes de Musical, Dolf Brouwers, dat ben ik dus.
Van april 2006 tot en met januari 2007 speelde hij de rol van professor Tulp in de musical Rembrandt. Tevens was hij de vervanger van hoofdrolspeler Henk Poort voor de rol van Rembrandt. Van maart tot juli 2007 speelde Vaes in Bolzano (Noord-Italië) de rol van Sir Danvers Carew in de Duitstalige musical Jekyll und Hyde van Vereinigte Bühnen Bozen. Hij speelde in 2007 ook nog de rol van Stone in de freakshow Shhh...it happens! in het Panama Theater in Amsterdam. Vanaf december 2007 stond Vaes als August Rodin in de musical Camille samen met Janke Dekker in de titelrol.
In april en mei 2008 stond de volgende musical op het programma: de titelrol in Pierre Cuypers, de musical, een musical over Pierre Cuypers, een van Nederlands beroemdste architecten. Kort daarna ging hij naar Wenen om de rol van Zoser te spelen in de musical Aida. Deze show liep tot 16 augustus in Wenen en vanaf eind 2008 was Vaes wederom de vervanger van Henk Poort in de musical Anatevka.
In juni 2014 speelde Vaes een van de hoofdrollen 8n de musical Heksenwaan, in TheaterHotel De Oranjerie te Roermond. De musical, gebaseerd op de heksenvervolgingen die in 1613/1614 in Roermond plaatsvonden, is geschreven door Hans van Bergen (van onder andere Pierre Cuypers, de Musical) met muziek van Hub Boesten. De regie was in handen van Guy Lavreysen.
In 2016 en 2017 was Vaes te zien als vader van Elisabeth (Pia Douwes) in Elisabeth in Concert op het Paleis het Loo en Paleis Soestdijk.
In 2017/2018 speelde Vaes de hoofdrol Leopold Mozart in Mozart de Musical bij MusicHall in Antwerpen, België. Deze musical komt oorspronkelijk uit Wenen en heeft daar grote furore gemaakt. Voor het eerst was deze musical te zien in het Nederlands.

## Theater
- 1981: Kiss me Kate (Seattle) - dressman
- 1981: The Witness (Seattle) - Apostel Petrus
- 1991: A Walk Through Musicalland - Solist
- 1992: Cyrano de Bergerac (musical) - Ensemble/Valvert
- 1993: Man van La Mancha (Koninklijk Ballet van Vlaanderen) - Ensemble/Barbier
- 1994: Jesus Christ Superstar (Koninklijk Ballet van Vlaanderen) - Ensemble/Simon Zealotus
- 1994: Chess (Koninklijk Ballet van Vlaanderen) - Ensemble/Anatoly Sergievsky
- 1995: My Fair Lady (Joop van den Ende Theaterproducties) - Freddy
- 1998: ShowBizzCity (Musicalcafe Aalsmeer)
- 1998: Miss Saigon (Joop van den Ende Theaterproducties) - Ensemble/ Alernate Chris
- 1999: Elisabeth (Joop van den Ende Theaterproducties) - Ensemble/Alternate Franz Joseph
- 2000: Broadway Melodies (Melodie Musical Produkties) - Solist
- 2000: Chicago (Joop van den Ende Theaterproducties) - Amos Hart
- 2001: Rex (Joop van den Ende Theaterproducties) - Pastoor
- 2002: Aspects of Love (PaVa Producties) - Alex
- 2002: Romeo & Julia (Musichall België, Antwerpen) - Graaf Capuletti
- 2003: Ramses Shaffy Programma (Kleinkunst Festival Nieuwe De La Mar Theater) - Solist
- 2004: Romeo & Julia (Vereinigte Bühn Wien, Raimund Theater Oostenrijk) - Graaf Capuletti
- 2006: Rembrandt (Stardust Theater) - Professor Tulp/Understudy Rembrandt
- 2007: Shhh...it happens! (Amsterdam Theatre) - Stone
- 2007: Camille (Storytellers) -  August Rodin
- 2008: Boomfeestdag (Nationaal Jeugd Musical Theater) - Derliktus
- 2008: Pierre Cuypers de Musical (Stichting Pierre Cuypers) - Pierre Cuypers
- 2008: Aida (Musical Sommer Amstetten Oostenrijk) - Zoser
- 2008: Anatevka (Mark Vijn Theater Producties) - Dorpsagent/Understudy Tevje
- 2010: Mary Poppins (Joop van den Ende Theaterproducties) - Herr v. Schummelen/Ensemble
- 2012: Yab Yum (Stardust Theatre) - Alternate John de Barman
- 2014: Heksenwaan (Stichting Feex) - Jean Philippe Lajeune
- 2016: Elisabeth in Concert - Vader van Elisabeth Max von Beieren. Paleis het Loo
- 2017: Elisabeth in Concert - Vader van Elisabeth Max von Beieren. Paleis Soestdijk
- 2017: Mozart (Musichall) - Leopold Mozart
- 2021: '40-'45 (Belgische musical) - SS-Sturmbannführer Schultze (België)
- 2024: '40-'45 (Nederlandse musical) - Ensemble, De Weert, cover Leon, Mussert & Schultze (Nederland)

## Televisie
- A Star is Born (tweede plaats)
- GTST (gastrol)
- Goudkust (gastrol)
- Westenwind (gastrol)
- Onderweg naar Morgen (de advocaat André Paymans)